# Rydal and Loughrigg
Rydal and Loughrigg var en civil parish 1866–1974 när det uppgick i Lakes,  i grevskapet Cumbria i England. Civil parish var belägen 9 km från Windermere och hade 546 invånare år 1961. Det inkluderade Clappersgate och Rydal.